# Man Without a Star
Man Without a Star (en España: La pradera sin ley) es una película estadounidense de 1955 del género wéstern dirigida por King Vidor y basada en la novela del mismo nombre, publicada en 1952, por Dee Linford.

## Sinopsis
Dempsey Rae (Kirk Douglas) es un vaquero se traslada de Kansas City a Wyoming, donde espera iniciar una nueva vida. En el tren en el que viaja como polizón, se hace amigo del joven (William Campbell), y juntos empiecen a trabajar en el rancho más importante de condado. Los problemas surgen cuando llega la nueva propietaria, Reed Bowman (Jeanne Crain), una ambiciosa mujer que está dispuesta a monopolizar los pastos y a no respetar las alambradas de los pequeños rancheros.

## Reparto
- Kirk Douglas: Dempsey Rae
- Jeanne Crain: Reed Bowman
- Claire Trevor: Idonee
- William Campbell: Jeff Jimson
- Jay C. Flippen: Strap Davis
- Richard Boone: Steve Miles
- Myrna Hansen: Tess Cassidy
- Mara Corday: Mocassin Mary
- Eddy C. Waller: Tom Cassidy
- Frank Chase: Little Waco
- Roy Barcroft: el Sheriff Olson
- Jack Ingram: Jessup
- Millicent Patrick: Boxcar Alice
- Ewing Mitchell: Ben Johnson
- William "Bill" Phillips: Cookie
- Sheb Wooley: Látigo
- Paul Birch: Mark Toliver
- George Wallace: Tom Carter
- Jack Elam: el pasajero clandestino
- Malcolm Atterbury: Fancy Joe Toole
- Myron Healey: Mogollon
- James Hayward: Duckbill
- Lee Van Cleef: un guardaespaldas